# CoronaVac
CoronaVac ist ein COVID-19-Impfstoff des chinesischen Arzneimittelherstellers Sinovac Biotech. Er wurde 2020 entwickelt und wird in mehreren Ländern produziert und verimpft. Mit über 2,5 Milliarden hergestellten Dosen ist Coronavac der global am häufigsten eingesetzte COVID-Impfstoff.

## Pharmakologische Eigenschaften und Dosierungsintervall
Es handelt sich um einen Totimpfstoff, der inaktivierte Viruspartikel und Aluminiumhydroxid zur Stärkung der Immunreaktion enthält. Die Impfung besteht aus zwei Dosen im Abstand von zwei bis vier Wochen. Der Impfstoff ist bei Kühlschranktemperaturen lagerbar.

## Studienlage
Die Phase-I/II-Daten aus China an 435 Probanden, welche die Sicherheit des Impfstoffes belegen, wurden im Februar 2021 begutachtet veröffentlicht. Dabei wurde eine Verabreichung von zwei Dosen im Abstand von zwei und von vier Wochen getestet. Bei rund 90 % der Probanden ließ sich laborchemisch eine Antikörperbildung feststellen. Dabei zeigten sich bei Älteren eine mengenmäßig geringere Antikörperbildung, wie auch bei anderen Impfstoffen beobachtet. Die Nebenwirkungen der Impfung waren gering und vergleichbar mit denen der Placebo-Gabe und zugleich geringer als bei anderen Impfstoffen.
Eine vorveröffentlichte Studie an 780 Mitarbeitern des Gesundheitswesens in der Türkei wertete den Impfstoff als sicher. Bei rund vier von zehn Geimpften zeigte sich eine Lokalreaktion an der Einstichstelle. Knapp ein Viertel berichteten über Müdigkeit. Weniger als ein Fünftel berichteten über Kopf-, Muskel- und Gelenkschmerzen.
Eine vorveröffentlichte Beobachtungsstudie bei 1.046 von rund 53.000 Mitarbeitern des Gesundheitswesen in Manaus, Brasilien, wo die Corona-Mutation Lineage P.1 stark verbreitet ist, zeigte nach Verabreichung der ersten Dosis eine Reduktion des Risikos, symptomatisch zu erkranken, von rund 50 %. Daten von 1500 indonesischen Probanden zeigten eine Wirksamkeit gegen die symptomatische Erkrankung von rund 63 %. Dem widerspricht ein Bericht über eine Studie der Universidad de Chile, die zwar eine Wirksamkeit gegen symptomatische Erkrankungen von 56,5 % vier Wochen nach der zweiten (!) Dosis ermittelte, aber nur 3 % Wirksamkeit nach der ersten Dosis. Erklärt werden die Unterschiede auch durch die Zusammensetzung der Studienteilnehmer. Demnach könnten Mitarbeiter des Gesundheitswesens (brasilianische Phase-III-Studie) häufiger Symptome erkannt haben, die für eine COVID-19-Erkrankung stehen, als die Teilnehmer der Studien in der Türkei und Indonesien, die aus der gesamten Bevölkerung rekrutiert wurden.
Eine Phase-3-Studie an rund 10.000 Probanden in der Türkei zeigte in einem rund 43-tägigen Beobachtungszeitraum eine Schutzwirkung von 83,5 % gegen die symptomatische Erkrankung, keiner der Geimpften wurde hospitalisiert. Die Nebenwirkungen lagen unter 20 %, die häufigsten waren Müdigkeit und Schmerzen an der Einstichstelle. Schwere unerwünschte Wirkungen wurden nicht beobachtet. Die Teilnehmer der Studie beschränkten sich auf die Altersgruppe von 18 bis 59 Jahren.
Eine Studie an 10,2 Millionen Geimpften in Chile zeigte in einem viermonatigen Beobachtungszeitraum eine Schutzwirkung von 65,9 % gegen die symptomatische Erkrankung. Die Effektivität zur Verhinderung von Krankenhausaufnahmen und Intensivaufnahmen zeigte sich bei 87,5 % und 90,3 %, gegen den mit COVID-assoziierten Tod 86,3 %. Während diese Zahlen mit denen der mRNA-Impfstoffe vergleichbar sind, schnitt CoronaVac im Januar 2021 bei der Wirksamkeit, also der Verhinderung symptomatischer Verläufe, vor Etablierung der Delta-Mutation teils schlechter ab.
Eine im Dezember 2021 veröffentlichte Metaanalyse aus dem Journal „Vaccines“ attestierte dem Coronavac-Impfstoff gegen die Delta-Variante eine Wirksamkeit gegen schweren Verlauf und Tod von 75 %.
Eine Studie an 93 Mitarbeitern des Gesundheitswesens zeigte eine neutralisierende Antikörperbildung gegenüber dem Wildtypvirus sowie B.1.1.7 und B.1429. Bei Virusvarianten, welche die E484K-Mutation im Spike-Protein aufweisen, zeigte sich eine verringerte Antikörperwirkung.
Eine Beobachtungsstudie des in Hongkong arbeitenden Epidemiologen Benjamin Cowling vom Oktober 2022 zeigt, dass eine dreifache Impfung mit Coronavac gegen die Omikron-Variante den gleichen Schutz vor schwerem Verlauf und Tod bietet wie der Impfstoff von BionTech, nämlich 98 %. Bei zwei Dosen lag der Schutz vor schwerem Verlauf des Impfstoffes von BionTech bei 90 % und bei Coronavac bei 70 %. Die Autoren empfehlen, die Thematik über einen längeren Zeitraum zu untersuchen.
Eine Beobachtungsstudie des Gesundheitsministeriums Singapurs, basierend auf Daten des dortigen staatlichen Meldesystems, vom Dezember 2022 beschreibt den Zusammenhang der verwendeten Impfstoffe und der Krankheitsschwere bei Personen über 60 Jahren. Sie zeigte fünfzig Prozent mehr schwere COVID-Fälle bei Senioren, die drei Dosen eines CoronaVac oder BBIBP-CorV erhalten hatten, gegenüber älteren Menschen, die dreimalig mit mRNA-Impfstoffen geimpft worden waren. Das Auftreten schwerer Erkrankungen war in der Gruppe mit vier Dosen eines Totimpstoffs gleichwertig mit der Gruppe, welche drei Dosen einer mRNA-Impfung erhalten hatten.
Das Risiko für eine Karditis nach der Impfung liegt bei CoronaVac im Vergleich zu BionTech rund dreimal niedriger und minimal über der üblichen Hintergrundrate.
In einer Vergleichsstudie mit dem BionTech Impfstoff und Coronavac wurde ermittelt, dass die humorale Immunantwort bei dem Impfstoff von BionTech besser ist als bei Coronavac, während bei Coronavac die zelluläre Immunantwort besser ist als bei dem Impfstoff von Biontech.
Gegen die Coronavariante Omikron, die sich ab Ende 2021 weltweit verbreitete, ergab sich keine Wirksamkeit des Impfstoffes Coronavac.

## Zulassung
Der Impfstoff wurde in mehreren Ländern in Phase-III-Studien getestet und wird im Rahmen einer Notfallzulassung in der Türkei, Indonesien, Brasilien, Chile, Bolivien, Uruguay, Kolumbien und Aserbaidschan verwendet. In China selbst ist der Impfstoff bedingt zugelassen.
Die WHO erteilte am 1. Juni 2021 eine Notfallzulassung im Rahmen des COVAX-Impfstoffverteilungsprogramms.
| Staat               | Zulassungsdatum  | Quellen |
| ------------------- | ---------------- | ------- |
| Bolivien            | 5. Januar 2021   | [ 22 ]  |
| Indonesien          | 11. Januar 2021  | [ 23 ]  |
| Türkei              | 13. Januar 2021  | [ 24 ]  |
| Brasilien           | 17. Januar 2021  | [ 25 ]  |
| Aserbaidschan       | 18. Januar 2021  | [ 26 ]  |
| Chile               | 20. Januar 2021  | [ 27 ]  |
| Volksrepublik China | 6. Februar 2021  | [ 28 ]  |
| Mexiko              | 11. Februar 2021 | [ 29 ]  |
| Kambodscha          | 12. Februar 2021 | [ 30 ]  |
| Thailand            | 22. Februar 2021 | [ 31 ]  |
| Philippinen         | 22. Februar 2021 | [ 32 ]  |
| Malaysia            | 2. März 2021     | [ 33 ]  |
| Simbabwe            | 7. März 2021     | [ 34 ]  |
| Panama              | 9. April 2021    | [ 35 ]  |
| Trinidad und Tobago | 1. Juni 2021     | [ 36 ]  |
| Oman                | 24. Juni 2021    | [ 37 ]  |
| Südafrika           | 24. Juni 2022    | [ 38 ]  |

## Desinformations-Kampagne
Das US-Militär betrieb während der Pandemie eine heimliche Kampagne, um in den Philippinen Zweifel am Impfstoff von Sinovac zu säen.